# Argo (sommergibile 1931)
L’Argo è stato un sommergibile della Regia Marina.

## Storia
Una volta entrato in servizio fu formalmente destinato alla 42ª Squadriglia Sommergibili basata a Taranto, ma in realtà operò in funzione addestrativa in Alto Adriatico fino al 1938.
Dal 29 gennaio 1939 fu mandato in Mar Rosso per verificarne le prestazioni in mari caldi, facendo ritorno in Mediterraneo sin dai primi del mese di marzo 1940.
Nei primi giorni luglio 1940 fu inviato un'ottantina di miglia a meridione di Punta Asinara per intercettare la Forza H britannica, in navigazione da Orano (dove aveva attaccato le unità francesi presenti nel porto) a Gibilterra, ma tornò alla base (La Maddalena) senza aver avvistato navi nemiche.
Svolse poche altre ed infruttuose missioni offensive a sud delle coste sarde e se ne decise poi l'invio in Atlantico.
Il 2 ottobre 1940 l’Argo lasciò La Spezia al comando del tenente di vascello Alberto Crepas, e sei giorni più tardi attraversò lo stretto di Gibilterra. Raggiunto poi il proprio settore d'operazioni a sud di Capo San Vincenzo, il 12 ottobre si spostò a ovest di Capo Mondego sulle coste portoghesi, ove avvistò un mercantile armato cui lanciò infruttuosamente un siluro da 600 metri; venuto a galla, cercò di colpirlo col cannone, ma non ci riuscì a causa del mare mosso. Il 19 ottobre diresse per Bordeaux, sede della base italiana di Betasom, dove arrivò dopo cinque giorni di navigazione.
Il 22 novembre 1940 il sommergibile salpò per la seconda missione, da svolgersi stavolta ad ovest delle coste irlandesi; vi arrivò il 28 ottobre. Il 1º dicembre 1940, nottetempo, attaccò il cacciatorpediniere canadese HMCS Saguenay lanciando un siluro, che andò a segno: la nave perse la prua e fu immobilizzata con 21 morti; il lancio di un secondo siluro mancò il bersaglio ma la nave, rimorchiata a Barrow-in-Furness, dovette comunque restare in riparazione fino al maggio 1941. L'indomani attaccò un convoglio di otto-dieci mercantili lanciando dei siluri contro una nave di piccole dimensioni ma senza colpirla; individuato, subì un bombardamento con 96 cariche di profondità protrattosi per cinque ore, ma che causò solo danni leggeri.
Il 4 dicembre, alle 12.55, fu costretto all'immersione da un attacco di un idrovolante Short Sunderland, mentre l'indomani colpì con un siluro, affondandola, la motonave inglese Silverpine (5066 tsl) e subì per contro una caccia con 24 bombe di profondità (durata circa quattro ore) che arrecò danni di poco conto. Dal 6 dicembre il sommergibile si ritrovò per vari giorni a dover lottare contro una violenta tempesta, che provocò vari danni, obbligando ad avviarsi sulla rotta di rientro, e gettò in mare – l'11 dicembre – il comandante in seconda, tenente di vascello Alessandro De Santis, che scomparve. Il 12 dicembre l’Argo attraccò a Bordeaux, ricevendo poi lavori di manutenzione.
Il 27 febbraio 1941 salpò per la terza missione, diretto ancora a ovest dell'Irlanda. Il 7 marzo dovette immergersi perché attaccato da un ricognitore Sunderland; due giorni dopo giunse nel proprio settore d'agguato e nella stessa giornata cercà di colpire un trasporto, che però si allontanò favorito dalla foschia. Il 22 marzo intraprese la navigazione di ritorno.
Nella successiva missione fu inviato a ovest dello stretto di Gibilterra, arrivandovi il 25 maggio 1941; quattro giorni più tardi individuò un convoglio di grandi dimensioni e lanciò il segnale di scoperta, ma, mentre si preparava ad attaccare, fu rilevato dalle unità della scorta e bombardato con una novantina di cariche di profondità, uscendone comunque indenne. Il 5 giugno si trasferì nelle acque prospicienti Lisbona e due giorni dopo si avviò sulla rotta di rientro; l'8 giugno fu danneggiato in seguito ad una pesante caccia condotta da cacciasommergibili, ma quattro giorni dopo riuscì comunque ad arrivare alla base.
L'11 ottobre lasciò Bordeaux per rientrare in Mediterraneo; due giorni dopo scampò, nel golfo di Guascogna, ad un attacco con quattro bombe condotto da un velivolo Consolidated XP4Y «Corregidor». Il 20 ottobre passò, in pessime condizioni meteorologiche, lo stretto di Gibilterra, dovendosi anche immergere (nei pressi di Capo Malabata) perché erano state individuate tre navi scorta; il 24 ottobre 1941 giunse a Cagliari.
Il 6 aprile 1942 (mentre aveva il capitano di corvetta Giulio Contreas come comandante) rilevò un incrociatore, senza però poter passare all'attacco a causa del maltempo.
Il 27 maggio (ne era allora comandante il tenente di vascello Pasquale Gigli) subì, al largo di Capo Caxime l'attacco di un velivolo che lo mitragliò e lo bersagliò con quattro bombe; l’Argo respinse l'aereo con le mitragliere ma fu danneggiato, non gravemente ma abbastanza da dover rientrare. Durante la navigazione di rientro, il 28, fu attaccato da un gruppo di idrovolanti Sunderland, ma reagì con la contraerea riuscendo ad abbattere uno degli aerei e a mettere in fuga gli altri; subì però gravi danni, tra i quali una falla ed una bomba che, senza scoppiare, era rimasta incastrata nello scafo (e sarebbe potuta esplodere in ogni momento). Alcune ore più tardi il sommergibile fu di nuovo attaccato da un aereo Lockheed Hudson che gli lanciò alcune bombe; l’Argo riuscì però a colpire e danneggiare l'aereo, obbligandolo ad andarsene ed arrivando il 30 a Cagliari.
Dopo i necessari lavori di riparazione tornò ad operare in missioni di guerra ed il 13 settembre 1942, mentre navigava nei pressi di Capo Carbon (era appena ripartito dopo il termine dei lavori), fu nuovamente attaccato da un Sunderland e sfuggì all'attacco immergendosi.
Il 12 novembre 1942, nottetempo, penetrò nella rada di Bougie ma dovette stazionare per due ore sul fondale per l'avvistamento di due corvette; venne poi in affioramento e lanciò due coppiole di siluri contro altrettante navi all'ormeggio: furono colpite, e affondate, la nave antiaerea Tynwald da 2376 tsl e la grossa motonave Awatea da 13.482 tsl (anche se l'affondamento dell’Awatea non da considerarsi come un successo dell’Argo, in quanto la nave era già stata ridotta ad un relitto da attacchi aerei tedeschi).
Il 1º gennaio 1943, al largo di Bona, cercò di attaccare un piroscafo che faceva parte di un convoglio dovendo però lanciare quattro siluri da 2500 metri causa la reazione delle due unità della scorta (il bersaglio non fu colpito); sei giorni dopo, mandato in ricognizione nella rada di Bougie, rilevò (verso mezzanotte) una formazione composta da due incrociatori e quattro cacciatorpediniere, si avvicinò fino a 1800 metri e lanciò quattro siluri contro un incrociatore senza colpirlo, dovendosi immergere perché uno dei cacciatorpediniere aveva cercato di speronarlo, e venendo lievemente danneggiato da bombe di profondità.
Il 19 giugno, mentre era poco fuori dalla rada di Bougie (al comando del tenente di vascello Arcangelo Giliberti), si venne a ritrovare in mezzo ad un convoglio in arrivo: attaccò prima una nave cisterna con il lancio di siluri dai tubi di poppa, evitati dalla nave con manovre evasive, poi lanciò quattro siluri contro un gruppo di mercantili avvertendo tre scoppi, due contemporanei e uno di poco successivo (non risultano però danneggiamenti); il sommergibile si allontanò in immersione venendo ricercato dalla scorta, che però non lo individuò e non gettò bombe di profondità.
L'11 luglio, mentre si trovava ad est delle coste siciliane, recuperò un canotto con l'equipaggio di un velivolo tedesco precipitato in mare e poco dopo (alle 11.55) avvistò un convoglio diretto ad Augusta, non potendolo però attaccare perché troppo lontano; rivolse quindi la sua attenzione alle navi della scorta e, da 4000 metri, lanciò infruttuosamente quattro siluri contro un incrociatore classe Southampton, subendo forte caccia con bombe di profondità che però non gli arrecò quasi nessun danno.
L'armistizio lo sorprese nel cantiere di Monfalcone, dove si trovava per lavori, e l'11 settembre 1943, non potendo partire, fu autoaffondato dall'equipaggio; recuperato dai tedeschi ed impiegato come bettolina, fu smantellato nel dopoguerra.
Nel solo Mediterraneo aveva compiuto 14 missioni offensivo-esplorative e 17 di trasferimento, percorrendo 14.784 miglia in superficie e 1929 in immersione.